# Cracca piscatoria
Cracca piscatoria là một loài thực vật có hoa trong họ Đậu. Loài này được (Aiton) Rydb. mô tả khoa học đầu tiên năm 1923.